# Pseudohomalenotus
Pseudohomalenotus is een geslacht van hooiwagens uit de familie Sclerosomatidae.
De wetenschappelijke naam Pseudohomalenotus is voor het eerst geldig gepubliceerd door Caporiacco in 1935. 

## Soorten
Pseudohomalenotus is monotypisch en omvat slechts de volgende soort:
- Pseudohomalenotus bicornutus